# Tjaša Šulc
Tjaša Šulc Dejanović, slovenska pianistka, * 1981, Maribor.
Pouk klavirja je začela obiskovati v domačih Rušah, nadaljevala pa na Srednji glasbeni in baletni šoli v Mariboru v razredu prof. Milice Ilić. V tem času se je odlično odrezala na državnem tekmovanju mladih slovenskih glasbenikov, kjer je leta 1998 prejela prvo nagrado in zlato plaketo v starostni kategoriji dve leti starejših tekmovalcev, prav tako pa je leta 1997 osvojila eno prvo in dve drugi nagradi na mednarodnih tekmovanjih v Stresi, Genovi (Italija) in v Parizu. Leta 2000, ob zaključku šolanja, je prejela priznanje za umetniške dosežke dr. Romana Klasinca, ki jih podeljuje SGBŠ Maribor svojim najboljšim in najbolj nadarjenim maturantom. V času šolanje se je udeležila več mednarodnih klavirskih poletnih šol pri profesorjih Sijavušu Gadžijevu, Leonidu Bloku, Anataliju Katzu in Vasiliju Lobanovu.
Študij klavirja je nadaljevala na Glasbeni akademiji v Zagrebu pri prof. Kseniji Kos, kjer je junija letos diplomirala in za odlične umetniške in študijske dosežke prejela nagrado rektorja Univerze v Zagrebu. Tudi tam je v času študija zelo pogosto in uspešno nastopala in požela številne odlične kritike. Še posebej velja omeniti dva odmevna recitala Chopinovih skladb v letih 2004 in 2005 v dvorani Hrvaškega glasbenega zavoda (HGZ) ter nastop z orkestrom Zagrebške filharmonije pod vodstvom maestra Pavla Dešpalja v veliki dvorani HGZ, ko je izvedla solistični part Klavirskega koncerta v a molu Roberta Schumanna.
Kot edina Slovenka je bila prijavljena na XV. pianističnem tekmovanju Frederica Chopina in se ni uvrstila v glavno tekmovanje.